# Войска противовоздушной обороны Сухопутных войск СССР
Войска́ противовозду́шной оборо́ны Сухопу́тных войск СССР (Войска ПВО СВ СССР) — род войск Сухопутных войск Вооружённых Сил СССР, выполнявший задачи по противовоздушной обороне сухопутных войск (Войсковая ПВО).
Официально род войск создан в августе 1958 года. Фактически существует со времён Гражданской войны.

## История

### Состояние войсковой ПВО в периодРоссийской империи

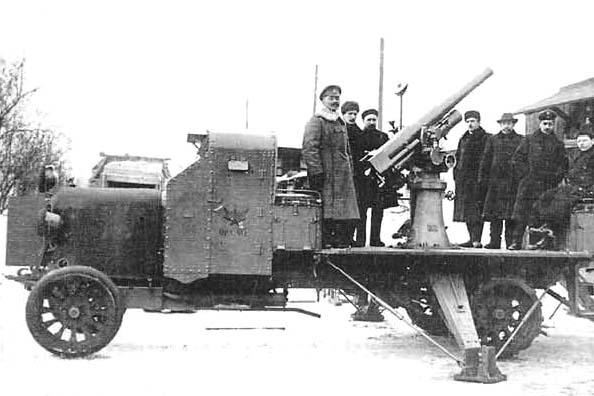
Пушка Лендера — первый образец зенитного орудия в Русской императорской армии и в РККА.
Весна 1915 года

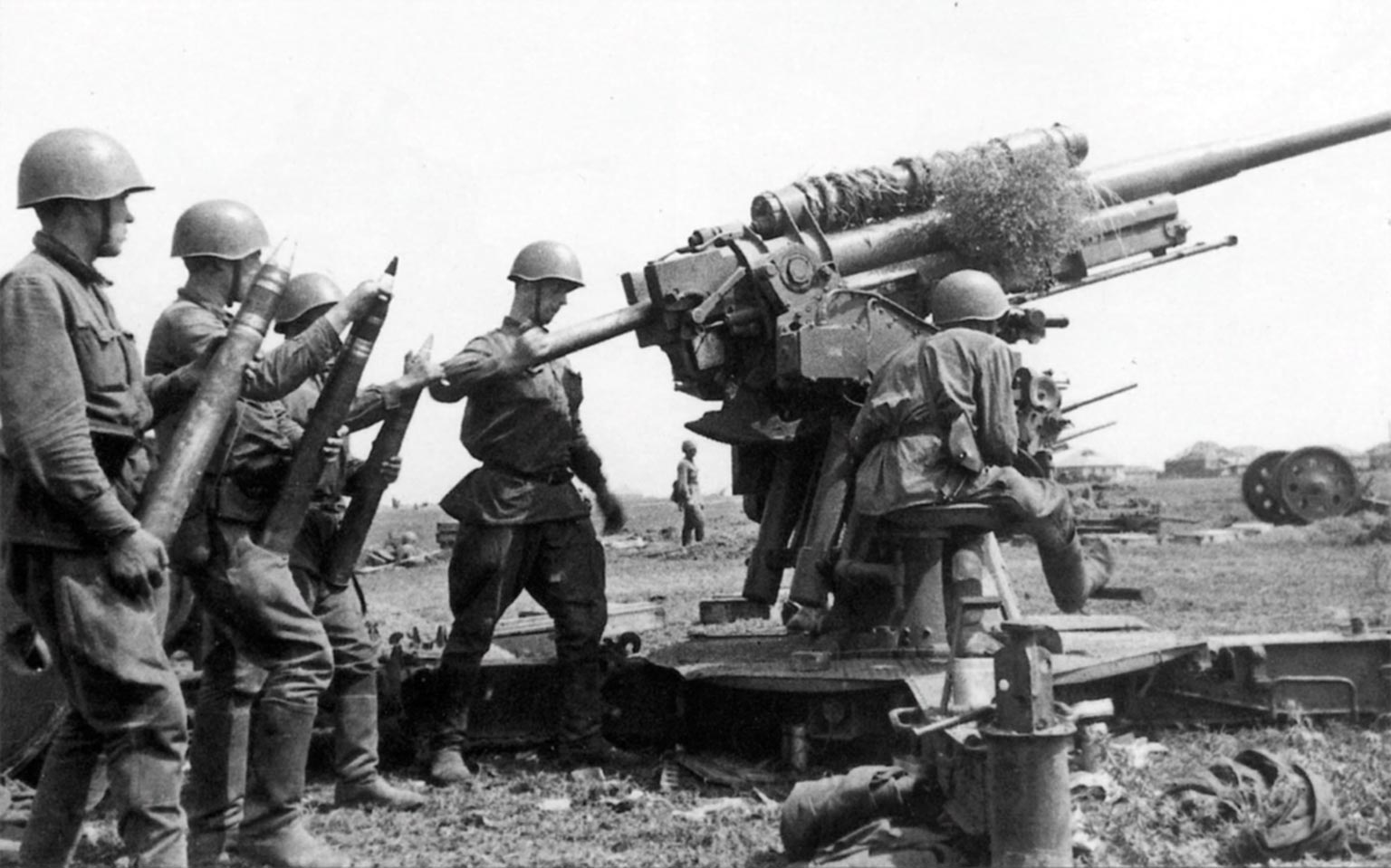
Расчёт 76-мм зенитного орудия 3-К.
Западный фронт.
Николаев. Западная Украина.
Июль 1941 года

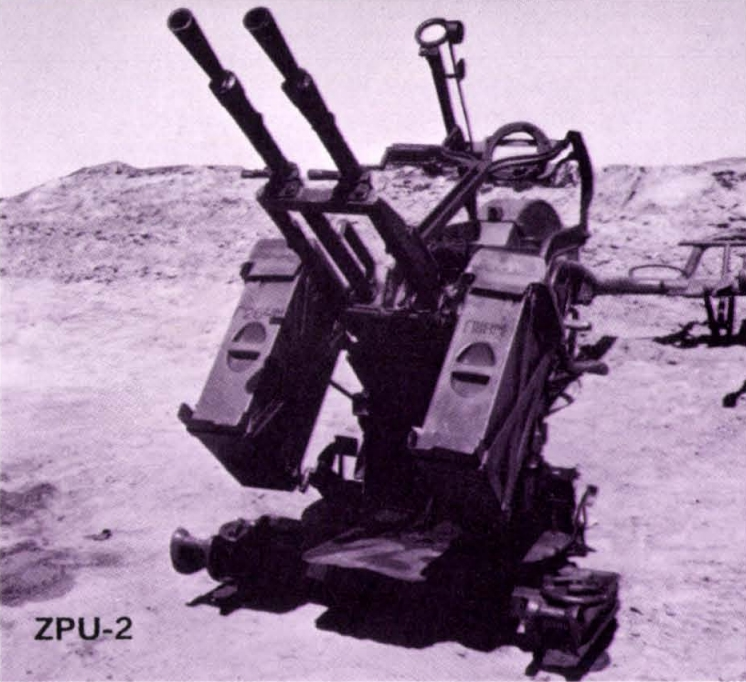
ЗПУ-2 — последний образец зенитной пулемётной установки поступивший на вооружение войсковой ПВО

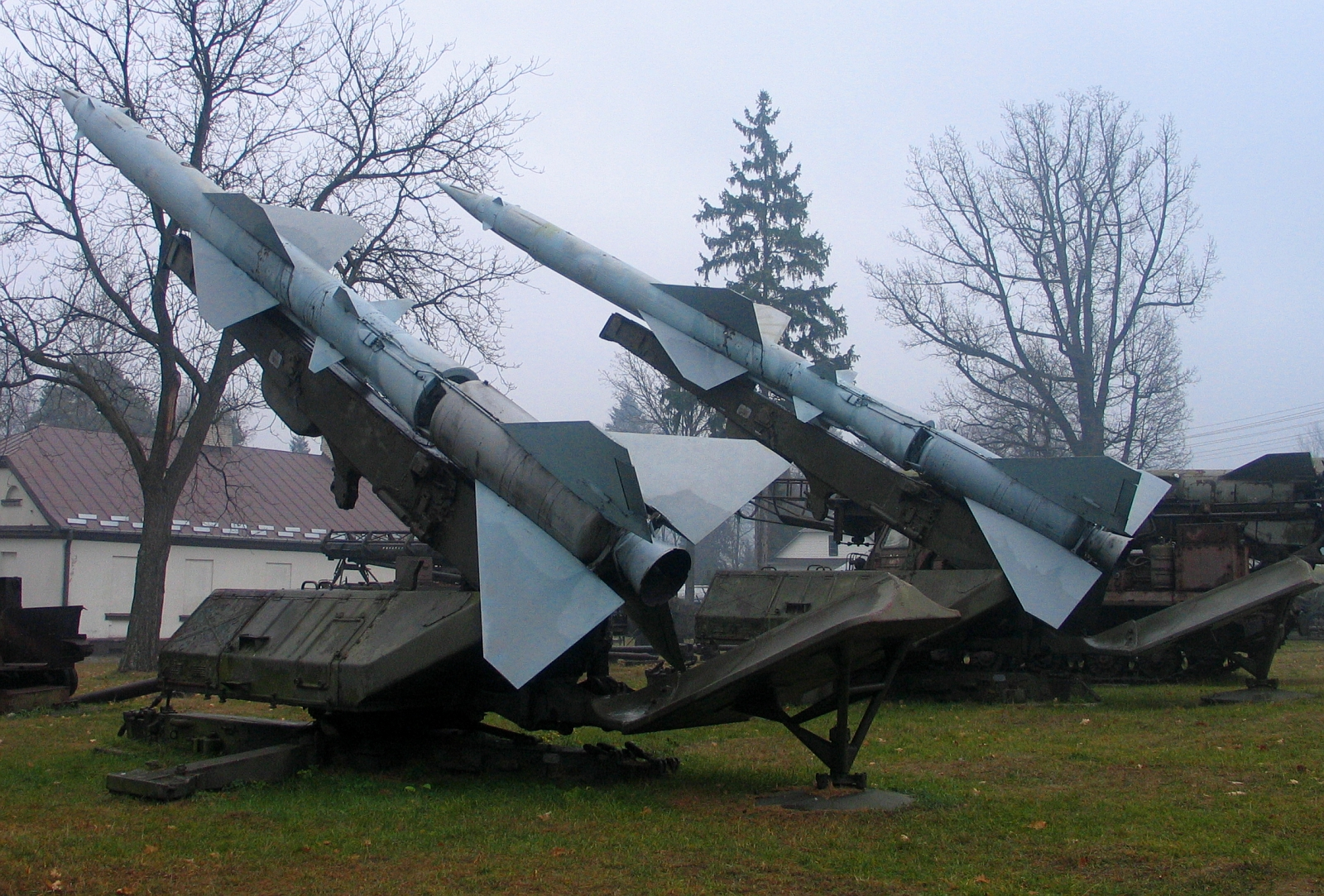
ЗРК СА-75 «Двина» — первый образец ракетной техники поступивший на вооружение войсковой ПВО

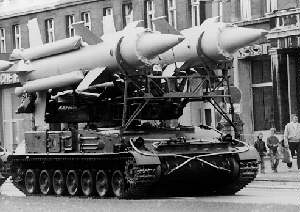
ЗРК «Круг» — один из распространённых образцов на вооружении войсковой ПВО армейского и окружного звена

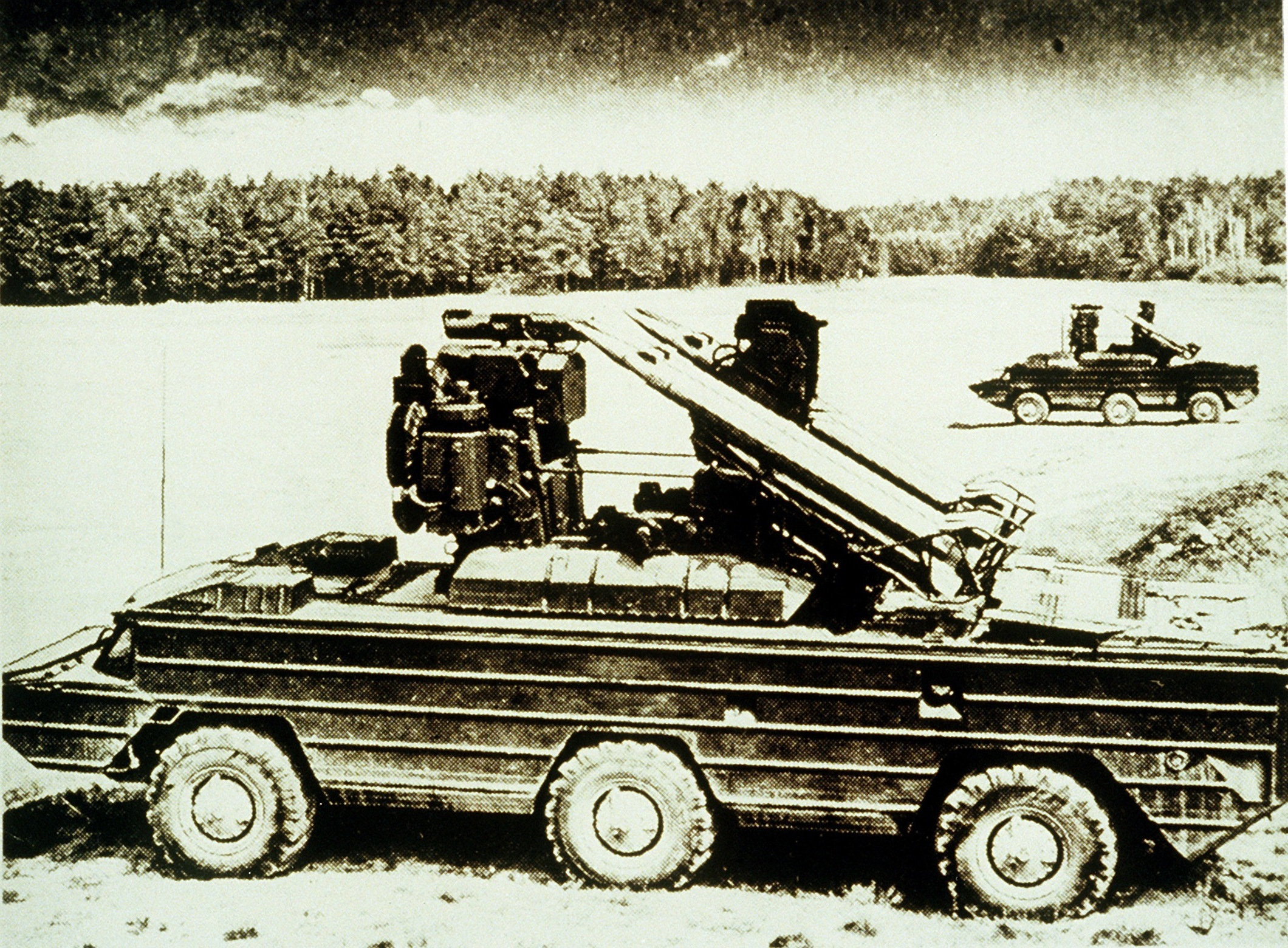
ЗРК «Оса» — первый образец зенитно-ракетного комплекса дивизионного звена на колёсной базе

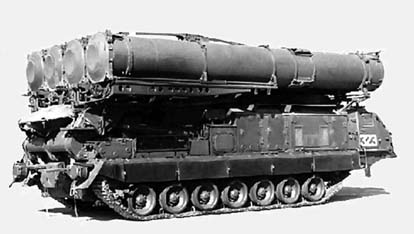
С-300В — зенитно-ракетная система дальнего действия армейского и окружного звена войсковой ПВО

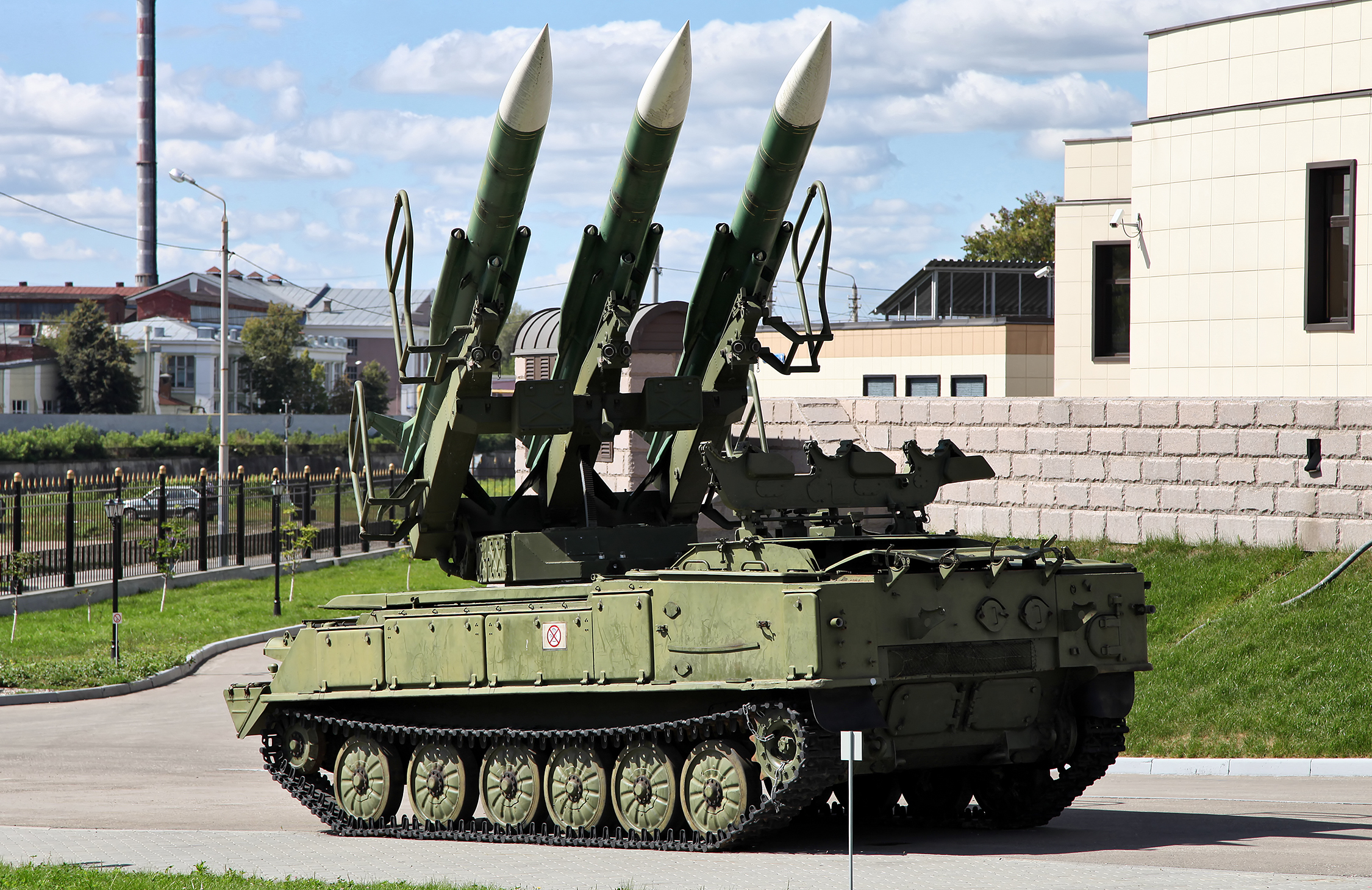
ЗРК «Куб» дивизионного звена

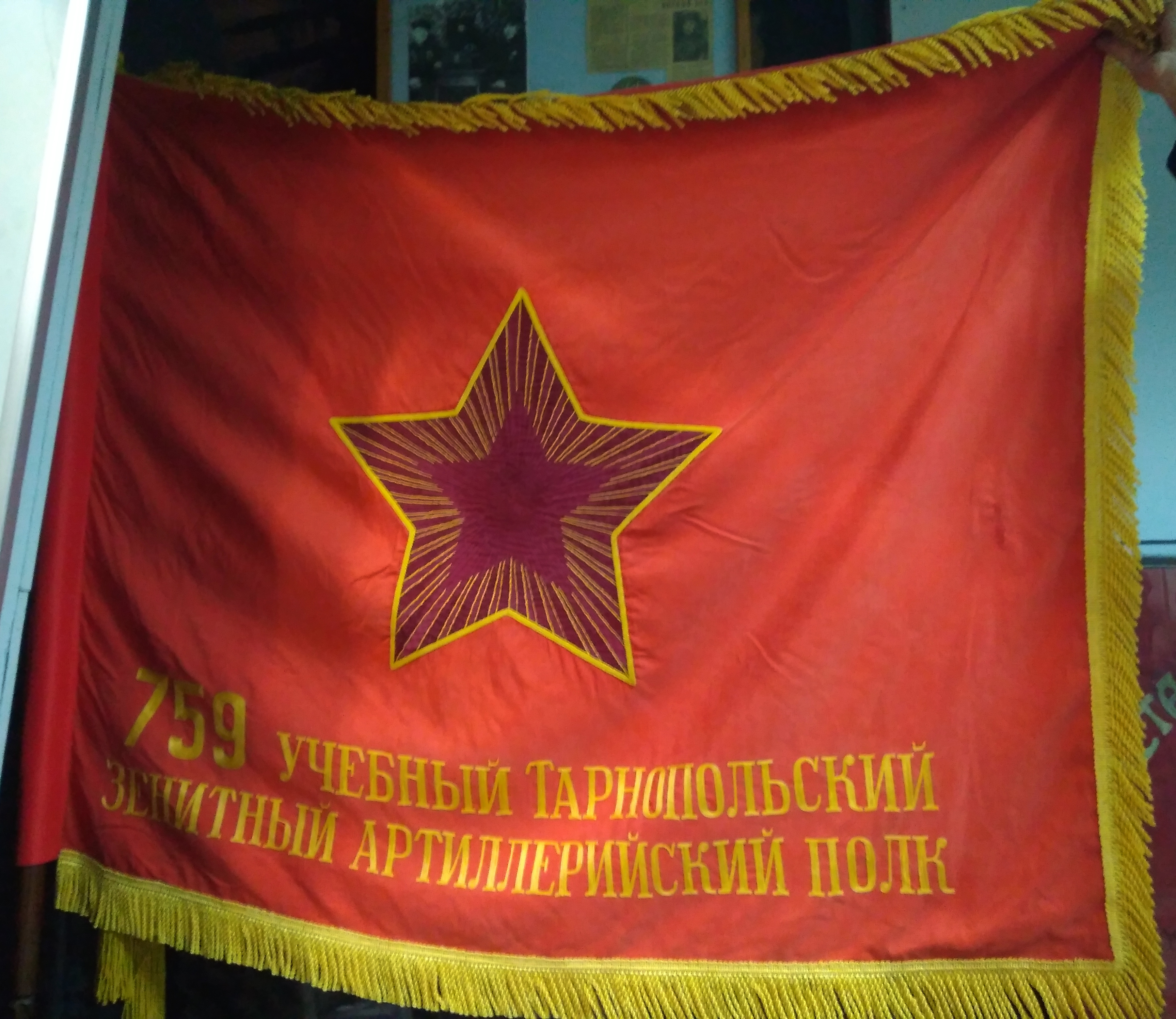
Боевое знамя 759-го учебного зенитного артиллерийского полка 80-й гвардейской учебной мотострелковой дивизии, готовившего младших командиров для войсковой ПВО САВО

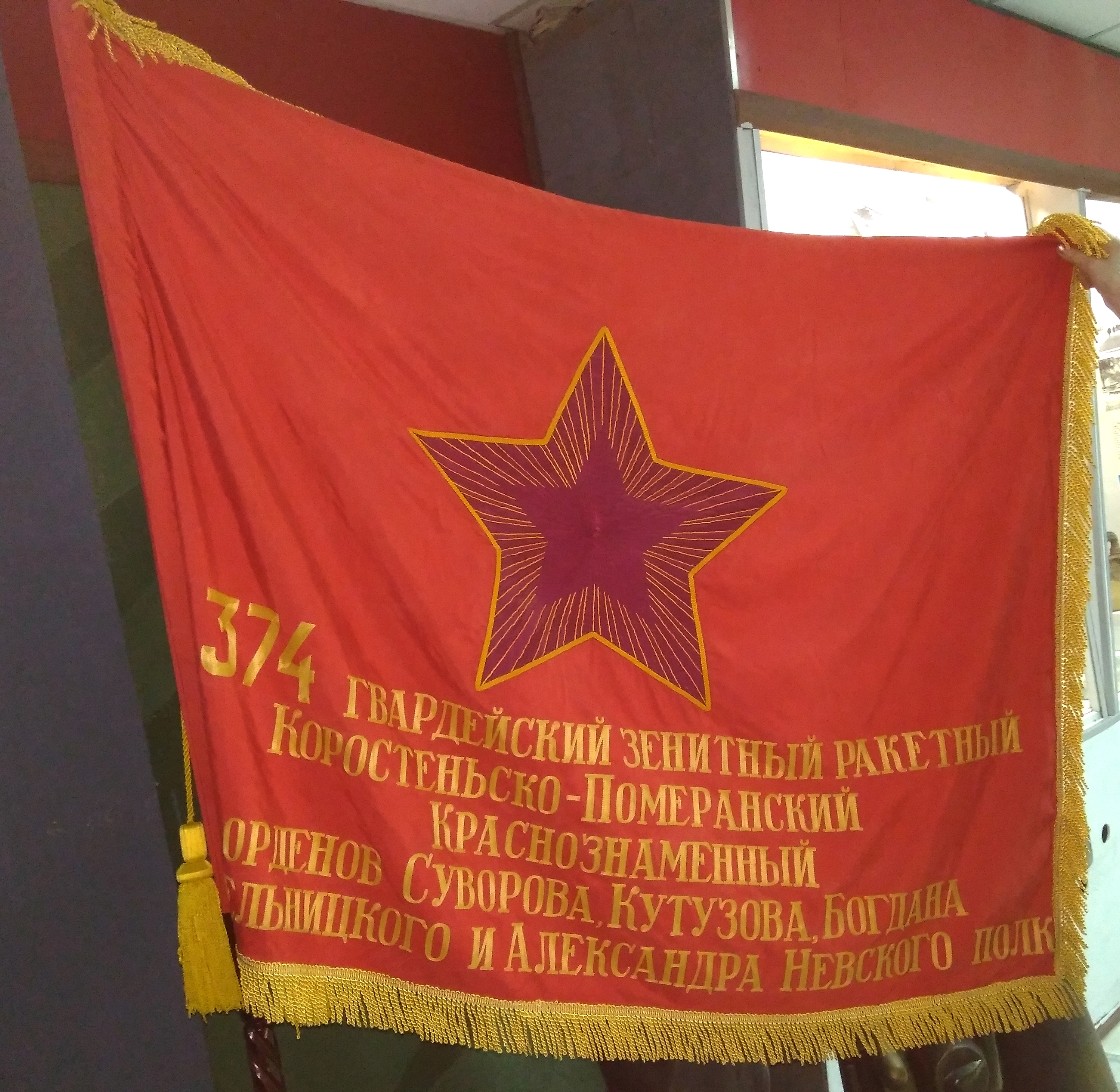
Боевое знамя 374-го гвардейского зенитного ракетного полка окружного звена Среднеазиатского военного округа

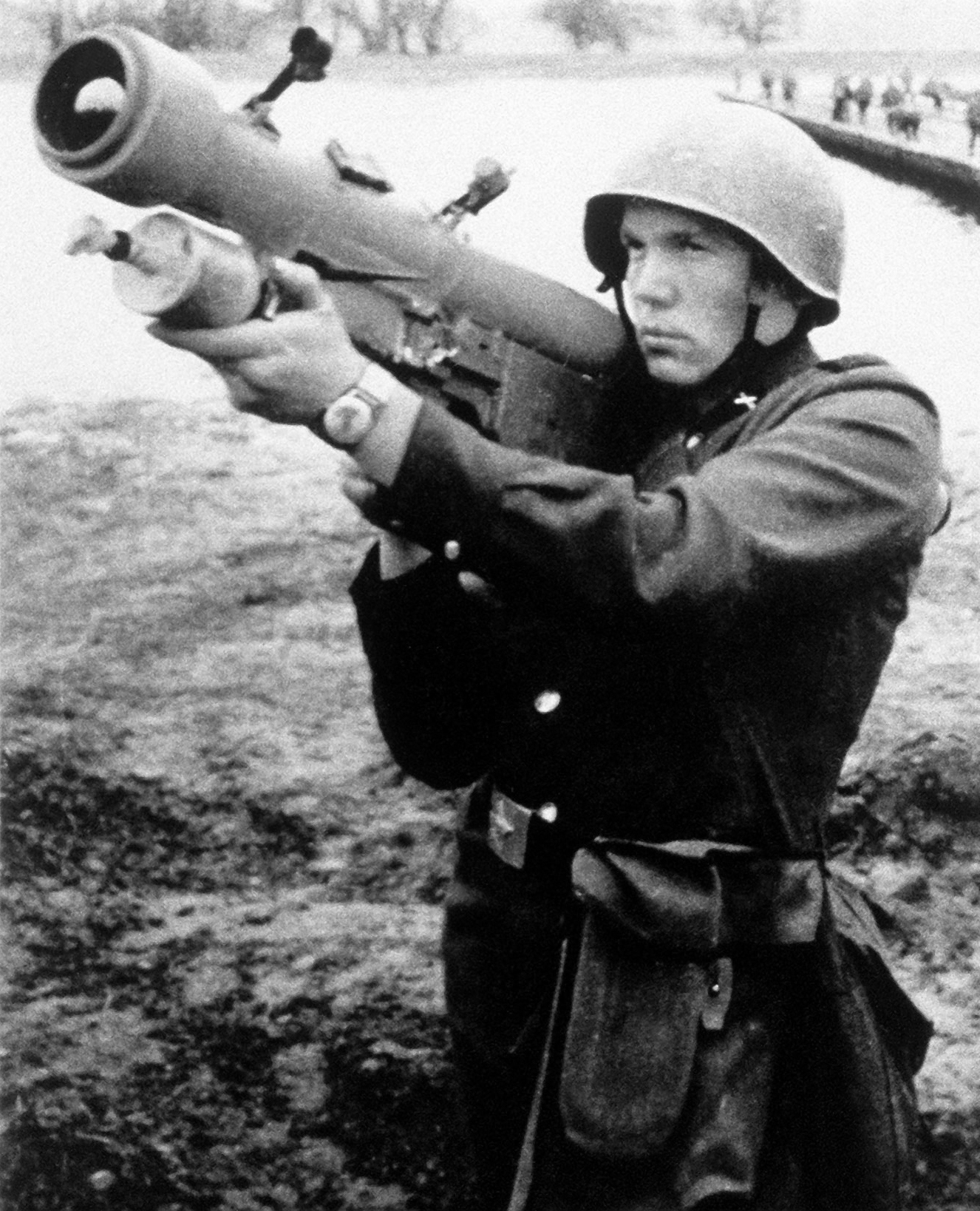
Солдат с ПЗРК «Стрела-2».
Штатный образец вооружения подразделений ПВО полкового и батальонного звена общевойсковых частей

Работы над созданием зенитной пушки велись в период с 1910 по 1912 годы на Путиловском заводе под руководством инженера Лендера Ф. Ф..
В годы Первой мировой войны была создана экспериментальная «1-я отдельная автомобильная батарея для стрельбы по воздушному флоту», которая оказалась оказалась фронте под Луцком в марте 1915 года.
13 декабря (26 по новому стилю) 1915 года вышел приказ № 368 генерала от инфантерии Алексеева М. В. — начальника штаба Верховного Главнокомандующего согласно которому в войсках были созданы противосамолётные батареи. Каждая батарея располагала 4 76-мм зенитные пушки образца 1914 года.
В общей сложности для противовоздушной обороны сухопутных войск царской армии была создана 251 зенитная батарея. 

### В периодГражданской войны
Несмотря на решение Комиссариата по демобилизации армии и флота при СНК РСФСР в ноябре 1917 года, которое гласило что противосамолётные батареи не подлежат расформированию, все эти формирования унаследованные от царской армии, стихийно распались.
С фронтов бывшей царской армии было вывезено 16 батарей, в сумме имевших 36 зенитных пушек. Из них 6 автомобильных батарей, 7 железнодорожных и 3 батареи на конной тяге. В цехах Путиловского завода было собрано 23 орудия и ещё 66 орудий находилось на этапе производства.
Первые зенитные формирования РККА создавались из солдат бывшей царской армии и рабочих-добровольцев.
В июле 1918 было создано специальное Управление заведующего зенитных формирований для РККА (Упрзазенфор). По причине отсутствия зенитных орудий Упрзазенфор за три года смог укомплектовать только 10 противосамолётные батареи из которых 8 были отправлены на фронт.
В марте 1918 года согласно решению Высшего военного совета Республики пехотные дивизии РККА получили 2 противосамолётные батареи по 4 орудия.
В апреле 1918 года на основе созданных на Путиловском заводе полевых и зенитных артиллерийских железнодорожных батарей создан Стальной артиллерийский дивизион.
В ноябре 1918 года, теперь уже в штате стрелковой дивизии, произошло увеличение формирований ПВО с введением противосамолётного дивизиона состоящего из 3 батарей по 4 орудия.
Для обучения специалистов в декабре 1919 года в Нижнем Новгороде была создана первая школа командиров зенитной артиллерии. Преподавательский состав этой школы разработал правила зенитной стрельбы и наставления для стрельбы по целям.

### Межвоенный период
По завершении Гражданской войны производство 76-мм зенитных пушек образца 1914/1915 годов было восстановлено. Орудия устанавливались на повозки для буксировки на механической (ЗУ-25) и конной тяге (ЗУ-26).
В 1927 Штабе РККА создан Отдел ПВО, преобразованный позднее в Управление ПВО РККА.
В 1928 году на вооружение поступила 76-мм зенитная пушка с повышенной дальностью стрельбы. В дальнейшем в Красную армию начали поступать полуавтоматические зенитные пушки калибра 76-мм и 85-мм, автоматические 37-мм пушки, установки счетверённых пулемётов системы «Максим» и зенитные пулемёты ДШК калибра 12,7 мм.
В 1932 году Управление ПВО РККА было переподчинено непосредственно Народному комиссариату по военным и морским делам. В этот период в штабах военных округов были созданы отделы ПВО. Организационные вопросы по формированиям зенитной артиллерии, вооружению, руководства боевой подготовки, обучения кадров и инспектирования зенитных формирований находились под контролем Начальника зенитной артиллерии, одновременно являвшегося Помощником инспектора артиллерии Красной армии.
В период с 1934 по 1941 годы количество средств зенитной артиллерии в сухопутных войсках увеличилось в 4,3 раза. В организационном плане формирования зенитной артиллерии были созданы в корпусном и дивизионном звене и представляли собой отдельные зенитно-артиллерийские дивизионы среднего и смешанного калибра. Подготовка командных кадров зенитной артиллерии велась на командных и иных факультетах Военной академии имени Фрунзе и Артиллерийской военной академии имени Дзержинского, в зенитно-артиллерийских училищах и на Курсах усовершенствования командного состава (КУКС) зенитной артиллерии.
Несмотря на предпринятые военным руководством мероприятия, к 1940 году укомплектованность войск ПВО сухопутных войск составила: для офицеров — 60—80%; для сержантов — 40—90%. К июню 1941 года, поставленная задача по развёртыванию войск ПВО сухопутных войск достигнута не была.

### Великая Отечественная война
На начало войны в Войсках ПВО Сухопутных войск Красной армии стоял остро вопрос насыщения вооружением. Уровень укомплектованности войск современными образцами малокалиберных автоматических пушек составлял всего 28%. Запланированное поступление в войска автоматических 25-мм зенитных пушек 72-К так и не состоялся, а тяжёлая ситуация на фронтах вынудила передать 85-мм зенитные пушки 52-К (155 единиц) на формирование противотанковых артиллерийских частей. В период с 1941 по 1942 было налажено массовое производство зенитных орудий и боеприпасов к ним.
В июне 1942 года началось реформирование Войск ПВО во всех фронтах с переподчинением их Начальнику артиллерии Красной армии. Были созданы армейские полки ПВО, которые располагали следующим составом: 3 батареи 37-мм автоматических пушек и 2 роты зенитных пулемётов ДШК. С ноября 1942 года было начато создание зенитных артиллерийских дивизий Резерва Верховного Главнокомандования, каждая из которых состояла из 4 армейских полков ПВО. С весны 1943 дивизии состояли из 3 полков зенитной артиллерии малого калибра и 1 полка среднего калибра. Итого на вооружении дивизии были: 16 85-мм пушек, 48 37-мм и 52 зенитных пулемёта ДШК.
Большое значение уделялось прикрытию танковых и механизированных соединений. Так в ноябре 1942 года трём фронтам на сталинградском направлении было добавлено: 5 дивизий ПВО, 20 полков и 15 дивизионов зенитной артиллерии. В армиях действовавших на главных направлениях наступления или обороны создавались зенитные артиллерийские группы включавшие в себя до 8 полков ПВО. Силами Войск ПВО с ноября 1942 по январь 1943 года, впервые на практике была осуществлена воздушная блокада окружённой группировки войск фельдмаршала Паулюса под Сталинградом.
Всего за годы войны Войска ПВО сухопутных войск сбили 21 105 германских самолётов. Кроме этого огнём зенитной артиллерии были уничтожены сотни танков и орудий а также десятки тысяч солдат и офицеров противника. За образцовое выполнение поставленных задач 182 формирования зенитной артиллерии Войск ПВО сухопутных войск получили статус гвардейских. 250 формирований были награждены орденами, а 211 получили почётные названия. 55 военнослужащим Войск ПВО было присвоено звание Герой Советского Союза.

### Послевоенный период
В послевоенный период на развитие Войск ПВО сухопутных войск, большое влияние оказало качественное изменение самих сухопутных войск, в которых была закончена моторизация и произошло массовое внедрение бронетанковой техники, повысившей её маневренность и огневую мощь, а также оснащение средствами массового поражения. 
Остававшиеся с военной поры на вооружении Войск ПВО сухопутных войск зенитные орудия и пулемёты, не давали возможность полноценно решать задачу по прикрытию войск от воздушного противника. По этой причине в первой половине 1950-х годов на вооружение зенитных формирований сухопутных войск были приняты новые образцы артиллерийского и пулемётного вооружения большей мощности, к которым относятся: 
- 100-мм зенитный артиллерийский комплекс КС-19;
- 57-мм зенитный артиллерийский комплекс С-60;
- 57-мм спаренная зенитная самоходная установка С-68;
- 23-мм зенитная установка ЗУ-23-2;
- 14,5-мм пулемётная установка ЗПУ-2.

Появление к данному историческому периоду реактивных самолётов набиравших большую высоту и скорость чем поршневые самолёты, показало что возможности зенитной артиллерии в борьбе с ними ограничены и в дополнение к зенитным орудиям требовалось вооружение принципиально новыми образцами. Со второй половины 1950-х годов в Войска ПВО начали поступать зенитные управляемые ракеты (первоначально в Войска ПВО страны). Оснащение новым ракетным вооружением поставило вопрос о реформировании организационно-штатной структуры и управления средствами ПВО войск.
16 августа 1958 года вышел Приказ Министра обороны СССР «О реорганизации системы войсковой противовоздушной обороны», в котором было объявлено о создании нового рода войск под названием Войска ПВО Сухопутных войск. В данный род войск свели зенитно-ракетные, зенитно-артиллерийские и радиотехнические части. Новый род войск был образован выделением частей из состава артиллерии Сухопутных войск и частично из Войск ПВО страны.
В состав Войск ПВО Сухопутных войск вошли:
- все зенитно-артиллерийские соединения и части (дивизии, бригады и полки);
- отдельные радиотехнические полки и батальоны объединений (военных округов, групп войск, армий, армейских корпусов);
- силы и средства ПВО боевых частей (мотострелковых и танковых полков);
- высшие учебные заведения и учебные центры войск ПВО Сухопутных войск.

Перевооружение с артиллерийских систем (ЗСУ-37 и ЗСУ-57-2) на зенитно-ракетные комплексы привело не только к их переименованию, но и повышению эффективности. Зенитно-артиллерийские части были переименованы в зенитно-ракетные.
Одновременно шла работа конструкторов над совершенствованием ракетной техники. Если поступившему первым на вооружение Войск ПВО Сухопутных войск ЗРК СА-75 «Двина» требовалось на развёртывание от 4 до 5 часов, то принятые на вооружение в октябре 1965 года ЗРК «Круг» имел данный показатель в 5 минут.
Один ЗРК «Круг» составлял зенитно-ракетный дивизион. 3 дивизиона образовывали окружные (фронтовые) и армейские бригады с добавлением в состав каждой батареи управления. В состав дивизиона ЗРК «Круг» входили:
- штаб дивизиона;

- взвод управления при штабе.

- 3 зенитные ракетные батареи в составе:

- 3 пусковые установки на гусеничном шасси (с 2 ракетами)
- станция наведения ракет на гусеничном шасси.

- техническая батарея.

Зенитно-ракетная бригада армейского и окружного звена на ЗРК «Круг», включала в себя 3 дивизиона и располагала 27 пусковыми установками. Кроме этого бригада имела средства ближнего ПВО представленного образцами зенитной артиллерии как ЗСУ-23-4 «Шилка» или ЗУ-23-2.
К 1980 году на вооружение зенитно-ракетных бригад окружного и армейского звена начали поступать ЗРК «Бук». Бригады получившие данный комплекс получили следующий состав:
- командный пункт бригады (со средствами автоматизированных систем управления)

- 4 отдельных зенитно-ракетных дивизиона в составе каждой из которых:

- командный пункт дивизиона;
- станция обнаружения и целеуказания;
- взвод связи;
- 3 зенитные ракетные батареи в составе 2 самоходных пусковых установок и 1-2 транспортно-заряжающих машин.

Для технического обеспечения зенитно-ракетных частей были созданы технические ракетные базы. Управление действиями бригад ЗРК «Бук» предусматривалось интегрированным в систему управления действиями ПВО общевойсковой или танковой армии.
В 1983 году на вооружение зенитно-ракетных бригад окружного и армейского звена начала поступать зенитно-ракетная система дальнего действия С-300В1, которая обладала возможностями противоракетной обороны. Специально для сухопутных войск, данная система из семейства С-300, была выполнена на гусеничном шасси.
С 1988 года в войска планировалось поступление модификации С-300В, способной обеспечить перехват головных частей ракет типа «Першинг-1». До распада СССР система С-300В1 успела поступить в окружные зенитно-ракетные бригады Киевского и Прикарпатского военных округов. Системой С-300В была оснащена 133-я гвардейская зенитно-ракетная бригада ГСВГ.
С 1987 года в зенитные части дивизионного уровня начали поступать ЗРК «Тор» и «Тор-1», а также ЗРАК «Тунгуска» для полкового уровня. Указанные комплексы также выполнялись на гусеничном шасси.
В мотострелковых и танковых дивизиях противовоздушная оборона была представлена на дивизионном уровне зенитно-ракетными полками. К моменту распада СССР процесс полного перевооружения на ракетную технику так и не закончился в связи с чем в некоторых мотострелковых дивизиях Туркестанского и Среднеазиатского военных округов в некоторых мотострелковых дивизиях существовали зенитно-артиллерийские полки имевшие на вооружении артиллерийские системы С-60.
Наиболее многочисленными зенитно-ракетными полками в общевойсковых дивизиях были имевшие на вооружении ЗРК «Куб». Данные полки не разделялись на дивизионы и имели в своём составе:
- Управление и штаб полка

- командный пункт;
- батарея управления;
- техническая батарея.
- 5 зенитных ракетных батарей в составе:

- 4 расчёта пусковых установок;
- расчёт станции наведения.

В состав некоторых общевойсковых дивизий в конце 1970-х годов начала поступать ЗРК «Оса», которая для войсковой ПВО впервые была выполнена на колёсном шасси. Организационно-штатная структура зенитно-ракетного полка на ЗРК «Оса» была идентичной для полка на ЗРК «Куб» и также насчитывала 20 пусковых установок.
На полковом уровне (в танковых и мотострелковых полках) формирования ПВО были представлены:
- зенитная ракетно-артиллерийская батарея;

- зенитно-ракетный взвод на ЗРК «Стрела-10» (или «Стрела-1») — 4 единицы;
- зенитно-артиллерийский взвод на ЗСУ-23-4 «Шилка» — 4 единицы;
- отделение регламентно-настроечных работ.

На батальонном уровне формирования ПВО были представлены зенитно-ракетными взводами при штабе батальона имевшие на вооружении ПЗРК «Игла» или «Стрела-2».
В 1986 году в мотострелковых и танковых полках был образован зенитный ракетно-артиллерийский дивизион, в состав которого вошла зенитная ракетно-артиллерийская батарея и зенитная ракетная батарея (на ПЗРК), образованная из трёх зенитно-ракетных взводов выведенных из состава батальонов.
В отдельных десантно-штурмовых бригадах, которые находились в составе Сухопутных войск с момента создания в 1968 году и до их передачи в состав Воздушно-десантных войск в сентябре 1990 года (всего было создано 16 бригад), структура бригадной ПВО и батальонной ПВО соответствовала принятой в мотострелковых и танковых полках с тем отличием, что самоходной зенитной техники в бригадах не имелось. В штате зенитной ракетно-артиллерийской батареи отдельной десантно-штурмовой бригады вместо взвода ЗСУ-23-4 «Шилка» был зенитный артиллерийский взвод буксируемых орудий ЗУ-23-2, а вместо взвода «Стрела-10» зенитно-ракетный взвод на ПЗРК «Стрела-2».
Всего на момент распада СССР, в состав Войск ПВО Сухопутных войск входили из формирований армейского и окружного уровня:
- зенитно-ракетных бригад — 55 (включая 5 запасных);
- отдельных зенитно-ракетных полков — 10;
- радиотехнических бригад — 10;
- отдельных радиотехнических батальонов — 40.

Количество зенитно-ракетных полков (зенитных артиллерийских полков) дивизионного уровня соответствовало количеству общевойсковых дивизий (более 130 мотострелковых дивизий и около 50 танковых дивизий).
На вооружении соединений и частей находились примерно 1350 пусковых установок ЗРК «Круг» и «Куб», 300 установок «Бук» и 70 С-300В, не считая других образцов зенитно-ракетной техники.
С распадом СССР, сухопутные войска были разделены между государствами образованного СНГ. Вместе с сухопутными войсками под раздел попали Войска ПВО сухопутных войск.

## Командующие Войсками ПВО Сухопутных войск СССР
Всего с момента официального утверждения рода войск в августе 1958 года, им командовало пять военачальников:
- маршал артиллерии Казаков Василий Иванович — август 1958 — апрель 1965;
- генерал-полковник артиллерии Привалов Владимир Георгиевич — апрель 1965 — май 1969;
- генерал-полковник артиллерии Левченко Петр Гаврилович —	май 1969 — апрель 1981;
- генерал-полковник артиллерии Чесноков Юрий Тимофеевич —	апрель 1981 — октябрь 1991;
- генерал-полковник Духов Борис Иннокентьевич — октябрь 1991 — февраль 1992.